# وحدات اكتشاف المراقبة

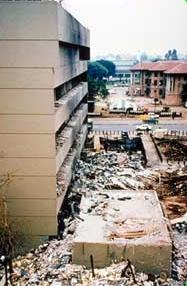

وحدات اكتشاف المراقبة (SDU) هي منظمات تابعة لحكومة الولايات المتحدة الأمريكية والتي أجرت مراقبة سرية يحتمل انتهاكها للقوانين الوطنية في مختلف الدول الأوروبية. وقامت المحطة التلفزيونية النرويجية TV 2 بأول إعلان عن وجود شبكة لوحدات اكتشاف المراقبة (SDUs)، في 3 نوفمبر 2010.

## التفاصيل
في عام 2000، لا يقل عن 22 من سفارات وقنصليات الولايات المتحدة في جميع أنحاء العالم قاموا بتشغيل «برنامج اكتشاف المراقبة العالمي» الخاص بـ وزارة الخارجية الأمريكية، الذي[أكد] عمليات شبه سرية وجمع للمعلومات.” تعمل وحدات اكتشاف المراقبة تحت سلطة مسؤول الأمن الإقليمي (RSO) وتخزن البيانات المجمعة في نظام يسمى نظام تحليل إدارة حوادث الأمن (SIMAS).

## النرويج
منذ عام 2000، تم توظيف قادة سابقين لقوات الشرطة من أوسلو، ومركز شرطة الأمن النرويجي، ومركز التحقيق الجنائي الوطني لإجراء مراقبة سرية من النرويجيين لمنع الهجمات الإرهابية على السفارة الأمريكية ومقر إقامة سفير الولايات المتحدة. تألفت الوحدة من 15-20 شخصًا وكانت بالطابق السادس من مبنى هانديلسبايجنينجن في سولي بلاس، أي على بعد عدة مئات من الأمتار من السفارة عند بوابة هنريك إبسينس، حتى جدل نوفمبر 2010. كان رئيسها، أولاف جوهانسن، رئيسًا سابقًا لمكافحة الإرهاب قبل توظيفه في الوحدة الأمريكية. نوت ستوربيرجيت، وزير العدل النرويجي، ادعى في البداية أن الحكومة لم تكن على علم بالبرنامج وأنه سيكون هناك تحقيق، ولكنه قدم لاحقًا معلومات حديثة إلى البرلمان النرويجي بعد تصريح السفارة الأمريكية بأنه تم الإخطار.
ادعت المحطة التلفزيونية النرويجية TV 2 أن مراقبة وحدات SDU من المواطنين النرويجيين غير قانونية. وصرح رئيس الوكالة النرويجية للمراقبة (داتاتيلسينت)، بيورن إريك ثون، أن العملية كانت غير مسبوقة، قائلاً "أعتقد أنه أمر خطير أن شيئًا من هذا القبيل يمكن أن يجرى على الأراضي النرويجية ويكون المواطنون النرويجيون هم القائمون بتنفيذ هذا العمل".” وصرح ثون أن وحدات اكتشاف المراقبة قد انتهكت قانون الخصوصية النرويجي بيرسونوبليسنينجسلوفين. وقال إنه شعر بالانزعاج "أن النرويجيين العاملين في السفارة، على سبيل المثال لالتقاط صور للأشخاص المشاركين في المظاهرات السياسية، شعروا على ما يبدو أنه يمكنهم تجاهل القانون بسبب أنهم يعملون لدى مستخدم أجنبي.
تراوحت ردود الفعل البرلمانية من «إلى درجة [كونه] صحيح، هذه معلومات مخيفة» من العضو البرلماني في حزب المحافظين، أندريه أوكتاي، إلى «فضيحة» لأعضاء برلمان حزب اليسار الاشتراكي. ناقش وزير الخارجية يوناس غار ستوره قضية المراقبة مع وزيرة الخارجية هيلاري كلينتون في اجتماع لهما يوم 7 ديسمبر.

## فنلندا
في أواخر عام 2010، صرحت شرطة الأمن الفنلندية (Supo) في البداية أنها لم تكن تعلم بوجود وحدة اكتشاف المراقبة في السفارة الأمريكية في هلسنكي، فنلندا. وفي الأسبوع التالي، ذكرت SUPO أنها كانت على علم بأعمال المراقبة في السفارة، وأن الرقابة كانت قانونية، وأنها كانت قد تشاورت مع السفارة. وذكرت السفارة الأمريكية مؤكدة وجود وحدة SDU وأن هذه الوحدة لا تقم بالتجسس.

## ألمانيا
قالت الحكومة الألمانية في البداية أنها لم تكن تعلم ببرنامج SDU، ولكنها أكدت في ديسمبر أنه تم توفير الأمن لمنشآت الولايات المتحدة من قبل المجموعات وأن بعض خبراء الأمن الألمانيين كانوا جزءًا منهم. وفي بيان من أول شرودر، وزير الدولة في وزارة الداخلية، صرح فيه أن هذه التدابير كانت مفهومة في ضوء التهديد الأمني.

## آيسلندا
قامت وحدة اكتشاف المراقبة بالسفارة الأمريكية في ريكيافيك، آيسلندا «بتوسيع المراقبة الأمنية خارج مبنى السفارة وإلى المنطقة المحيطة بها مباشرة». وذكرت وزارة الخارجية الآيسلندية أنها لم تجد أي سجلات لعمليات وحدة اكتشاف المراقبة كانت قد تمت مناقشتها مع السلطات الآيسلندية. وطلب نائب رئيس المجموعة البرلمانية لحركة اليسار الأخضر، ألفهيور إنجادوتير، التحقيق مع وحدة اكتشاف المراقبة.

## السويد
بعد فترة وجيزة من التقرير الأولي في النرويج، أكدت الحكومة السويدية أن هناك أعمال مراقبة سرية مشابهة من المقيمين في ستوكهولم ترعاها السفارة الأمريكية، وصرحت وزيرة العدل بياتريس آسك أن السلطات لم يتم إعلامها بشكل كاف. ووصفت الوضع بأنه «خطير للغاية». أشارت الصحيفة الفنلندية هلسنغن سانومات إلى وجود 2000 سويدي تحت المراقبة من قبل وحدة اكتشاف المراقبة الخاصة بالسفارة الأمريكية في ستوكهولم.

## وصلات خارجية
- Secret US Embassy Cables by ويكيليكس